# Musée des beaux-arts du Canada
Pour les articles homonymes, voir Musée des Beaux-Arts et Galerie nationale.
Le Musée des beaux-arts du Canada (en anglais : National Gallery of Canada), situé à Ottawa, capitale du pays, est l'un des premiers musées du Canada. C'est un des plus grands musées de l'Amérique du Nord.
Situé sur la promenade Sussex, le bâtiment de verre et de granite jouit d'une superbe vue sur le Parlement canadien et la colline du Parlement. Il a été dessiné et mis en place par l'architecte Moshe Safdie et a ouvert ses portes en 1988. Jean Sutherland Boggs, directrice du musée de 1966 à 1976, fut choisie par le Premier ministre Pierre Elliott Trudeau pour superviser la construction du bâtiment.

## Histoire
Le musée est fondé en 1880, par le gouverneur général du Canada, le marquis de Lorne, dont la femme, la princesse Louise est artiste. En 1882, le musée est installé dans sa première demeure sur la colline du Parlement dans le même bâtiment que la Cour suprême. En 1911 on le déplace au Victoria Memorial Museum, qui est aujourd'hui le musée canadien de la nature. En 1962, un nouveau déménagement le déplace dans un bâtiment de Elgin Street à proximité de la haute commission britannique. Son dernier déménagement, dans ses locaux actuels sur Sussex Drive date de 1988. En 1985, le nouveau musée canadien de la photographie contemporaine, anciennement le Service de la photographie de l'Office national du film du Canada, est alors affilié au Musée des beaux-arts.

## Collections

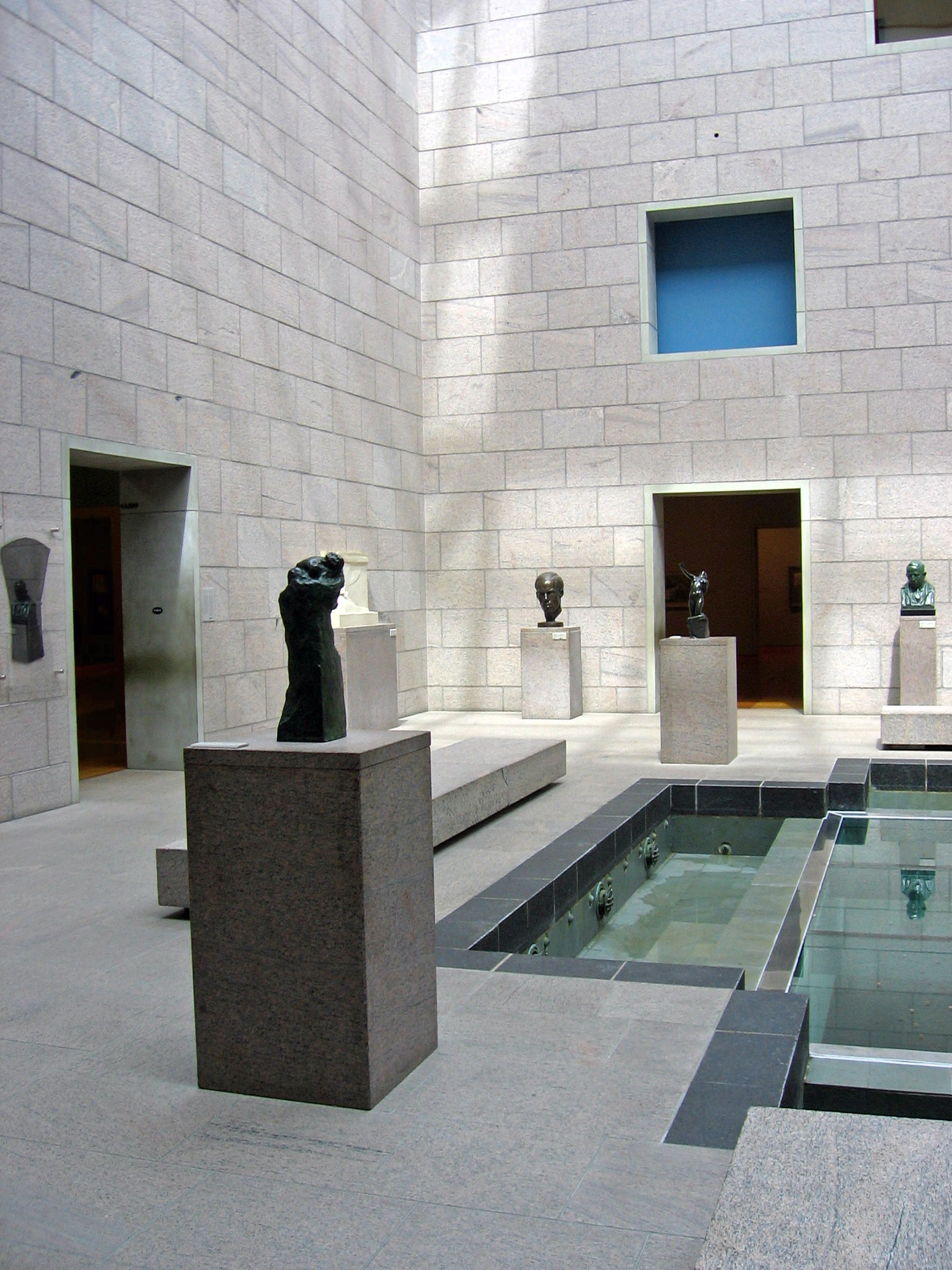
Intérieur du musée.

Le musée abrite une collection large et variée de peintures, dessins, sculptures et photographies. Bien qu'il se concentre sur l'art canadien, il détient également des œuvres remarquables d'artistes européens. Il possède également une importante collection d'œuvres d'art contemporain comme certaines pièces d'Andy Warhol. En 1990, le musée fait l'acquisition de la Voix de feu (1967) de Barnett Newman pour 1,8 million de CAD$, causant une tempête de protestations, avec cette peinture composée de seulement trois bandes de couleur verticales bleu, rouge, bleu. En 2005, il acquiert une peinture de la Renaissance italienne de Francesco Salviati pour 4,5 millions de CAD$.
La collection canadienne est composée d’œuvres de Tom Thomson et du Groupe des Sept ainsi que d'Emily Carr, Alex Colville, Henry Speck, etc. Il détient également des œuvres d'artistes inuits comme Pudlo Pudlat.
Le musée organise ses propres expositions qui se déplacent à travers le Canada et au-delà, souvent coorganisées par d'autres musées dans le monde.

## Directeurs
| Période   | Nom                     |
| --------- | ----------------------- |
| 1912-1939 | Eric Brown              |
| 1939-1955 | Harry Orr McCurry       |
| 1955-1959 | Alan Jarvis             |
| 1960-1965 | Charles Fraser Comfort  |
| 1966-1976 | Jean Sutherland Boggs   |
| 1976-1981 | Hsio-Yen Shih           |
| 1981-1987 | Joseph Martin           |
| 1987-1997 | Shirley Thomson         |
| 1988-2008 | Pierre Théberge         |
| 2008-2019 | Marc Mayer              |
| 2019-2022 | Alexandra Suda (en)     |
| 2022-2023 | Angela Cassie (intérim) |

## Sélection d'œuvres
Présentées par ordre alphabétique des artistes

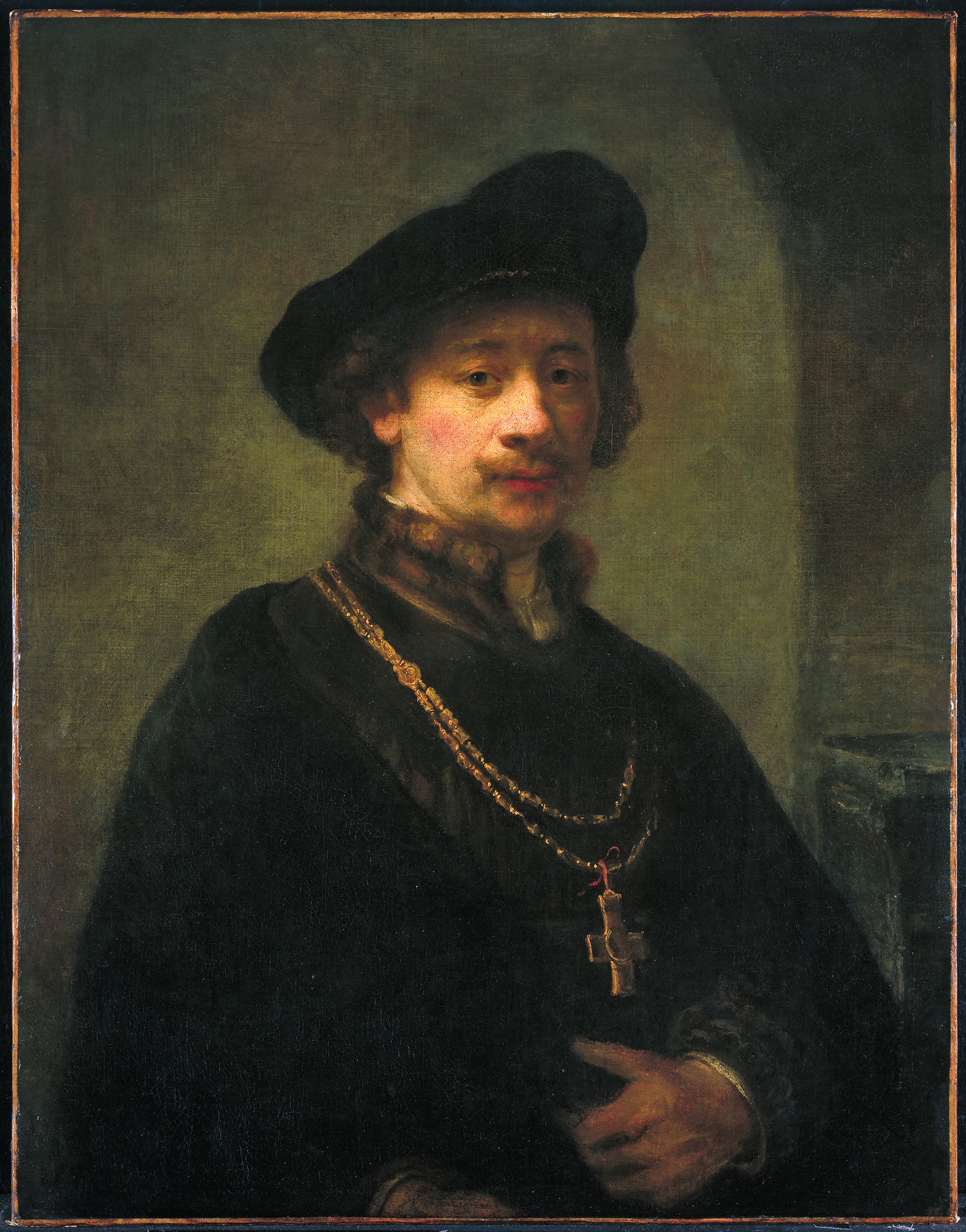
Autoportrait au béret, à la chaîne et la croix en or (après 1640) par Rembrandt.

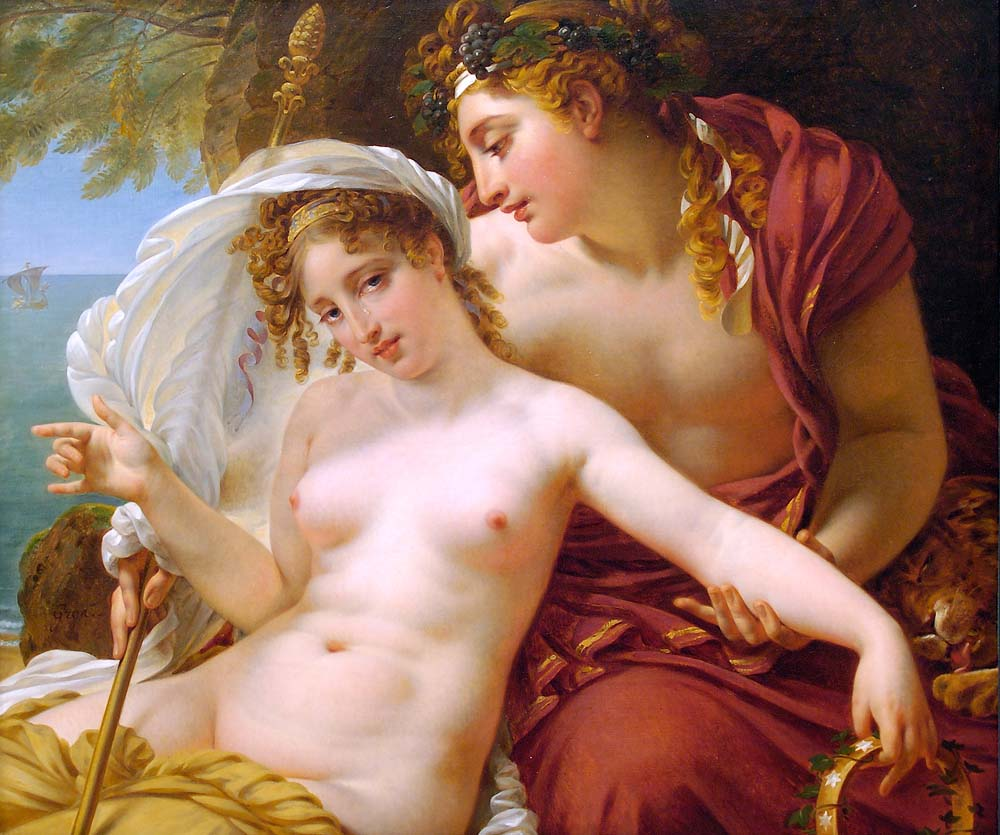
Bacchus et Ariane (vers 1822) par Antoine-Jean Gros.

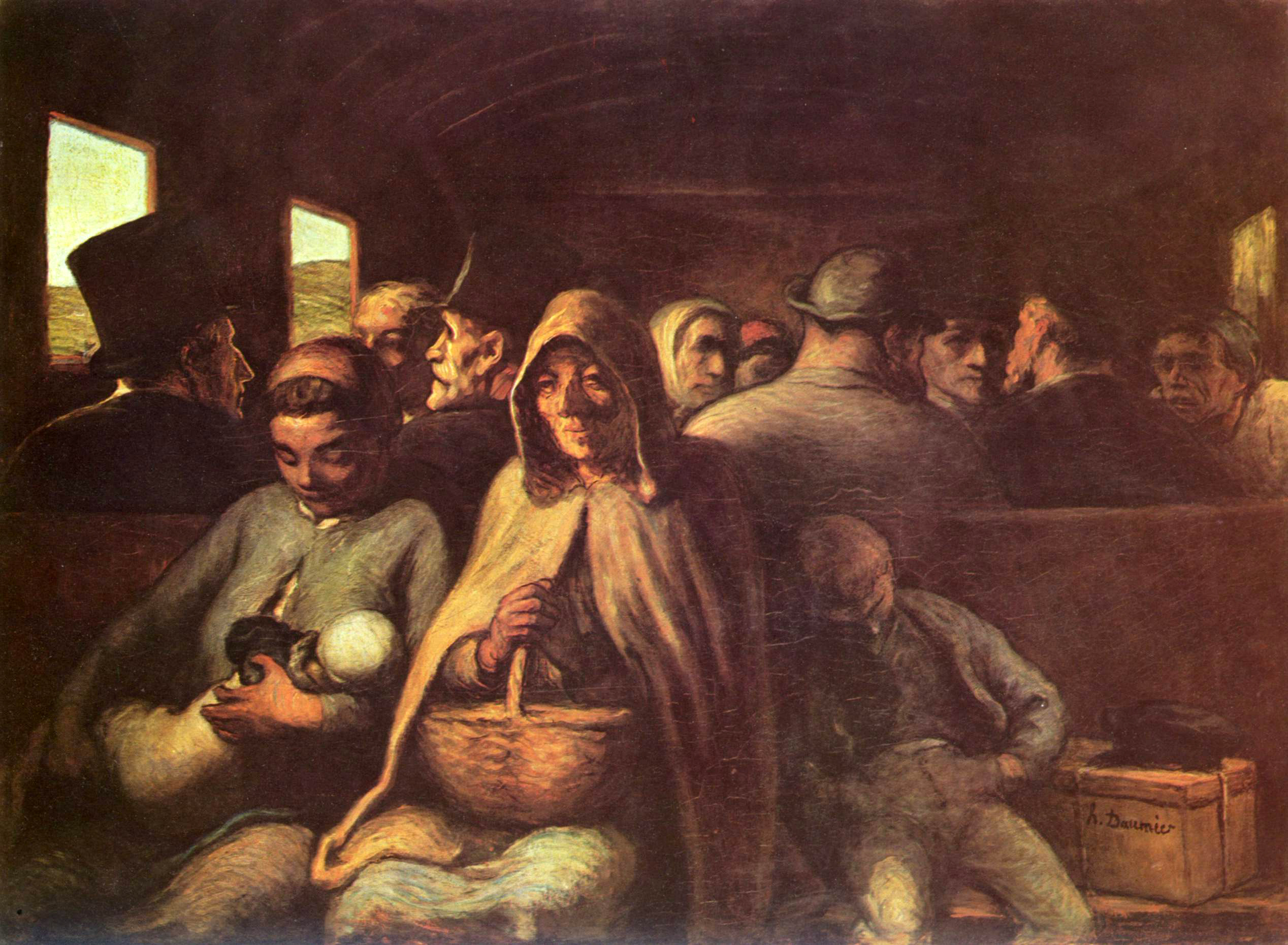
Le Wagon de troisième classe (1864) par Honoré Daumier.

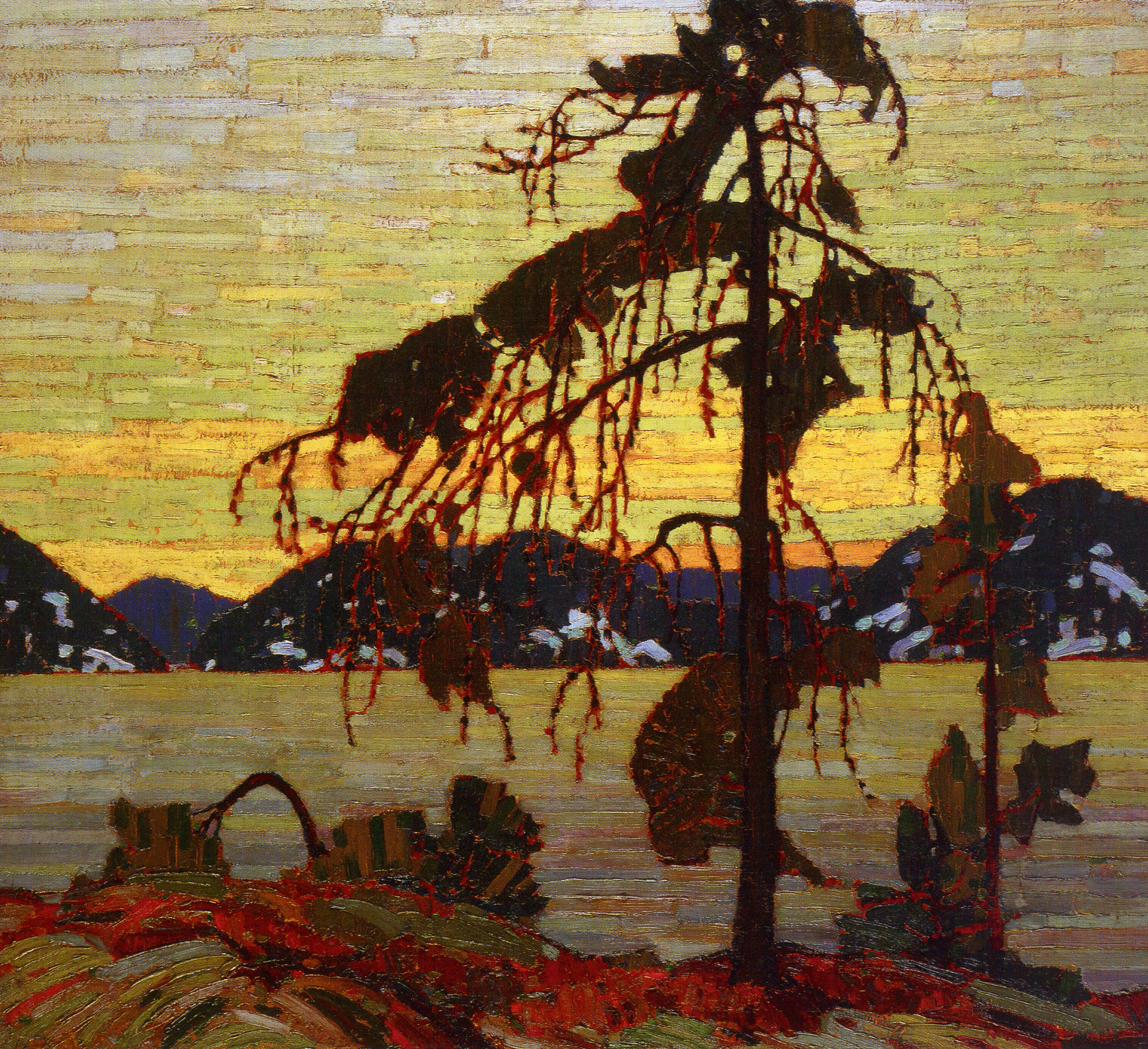
Le Pin (The Jack Pine) (1917) par Tom Thomson.

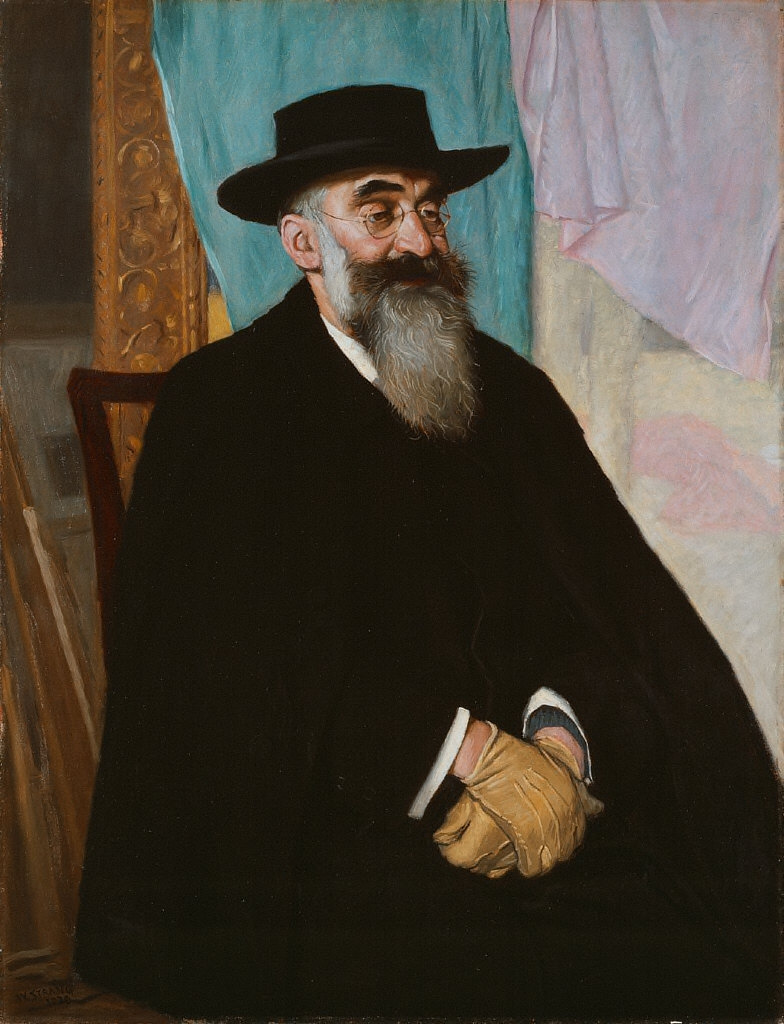
Portrait de Lucien Pissarro (1920) par William Strang.

- Hans Baldung : Ève, le Serpent et la Mort (v. 1510-1515)
- Pompeo Batoni : Vulcain dans sa forge (1750).
- Gian Lorenzo Bernini : Urbain VIII (marbre, vers 1632).
- Robert Bonfils, Chez le photographe (gravure, 1925)[3].
- Paulus Bor : L'Annonce à la Vierge de sa mort prochaine (De Annunciatie door Gabriël aan de Maagd van haar ophanden zijnde dood), huile sur toile, 203,2 × 157,5 cm (vers 1635-1640)
- François Boucher : Le Jugement de Suzanne (1720-21).
- Louise Bourgeois : Maman (1999).
- Bronzino : Pierantonio Bandini (c1550-55), banquier florentin
- Antonio Canova : La Danseuse (marbre, vers 1818-22).
- Janet Cardiff : Forty-Part Motet (2001).
- Paul Cézanne : Prairie et ferme du Jas de Bouffan (vers 1885-87); La Forêt (vers 1902-04); Portrait de paysan (vers 1900).
- Marc Chagall : Souvenir de ma jeunesse (1924); La tour Eiffel (1934).
- Reconstitution de la chapelle du couvent de la rue Rideau
- John Constable : La Cathédrale de Salisbury vue des jardins de l'évêché (1820).
- Jean-Baptiste-Siméon Chardin : La Pourvoyeuse (1738), La Gouvernante (1739).
- Piero di Cosimo : Vulcain et Éole (vers 1490).
- Salvador Dalí : Gala et l'Angélus de Millet précédant l'arrivée imminente des anamorphoses coniques (1933).
- Aimé-Jules Dalou : Boulonnaise allaitant son enfant (terre cuite, 1876)
- Honoré Daumier : Le Wagon de troisième classe (1864).
- Gustave Doré : Souvenir de Loch Lomond (1875).
- Dosso Dossi : Descente d'Enée aux Champs Elysées (v. 1520)
- Paul Gauguin : Les Carrières de Chou (1882), Vase aux capucines et faïence de Quimper (1886), Portrait de Meyer de Haan (1890).
- Antoine-Jean Gros : Bacchus et Ariane (vers 1822).
- Gustav Klimt : L'Espoir I (1903).
- Max Klinger : Friedrich Nietzsche (bronze, vers 1904).
- Lorenzo Lotto : La Vierge et l'Enfant entre saint Roch et saint Sébastien (1524), Portrait d'homme au feutre (1541).
- René Magritte : Perspective : Madame Récamier par David (1950).
- Simone Martini : Sainte Catherine d'Alexandrie (vers 1320-25).
- Piet Mondrian : Composition n°12 avec bleu (1936-1942).
- Claude Monet : L'Aiguille vue à travers la porte d'Aval, Étretat (1886), Waterloo bridge : le soleil dans le brouillard (1903).
- Kent Monkman : Triumph of Miss Chief (2007).
- Ron Mueck : Untitled (Old Woman in Bed) (2000), Head of a Baby (2003), A Girl (2006-2007).
- Barnett Newman : Voix de feu (Voice of Fire) (1967).
- Pablo Picasso : Le Guéridon (1919), Femme au chapeau de fleurs (1944).
- Camille Pissarro : Fenaison à Éragny (1901), La Vieille route d'Ennery à Pontoise (1877).
- Pierre-Paul Prud'hon : L'Amour séduit l'Innocence, le Plaisir l'entraîne, le Repentir suit (1809)
- Rembrandt van Rijn : Le Denier de César (1629), Femme à sa toilette (1633).
- Peter Paul Rubens : La Mise au tombeau (1614).
- William Strang : Portrait de Lucien Pissarro (1920).
- Tom Thomson : Le Pin (Jack Pine) (1917).
- Andy Warhol : Brillo, 10 variations sur Mao Zedong.
- Vincent van Gogh : Iris (1890).
- Edward Wadsworth : Camouflage en cale sèche à Liverpool (1919)
- Jeff Wall : La Chambre détruite (photographie couleur, 1978)
- Benjamin West : La Mort du général Wolfe (1770), Autoportrait (vers 1776).

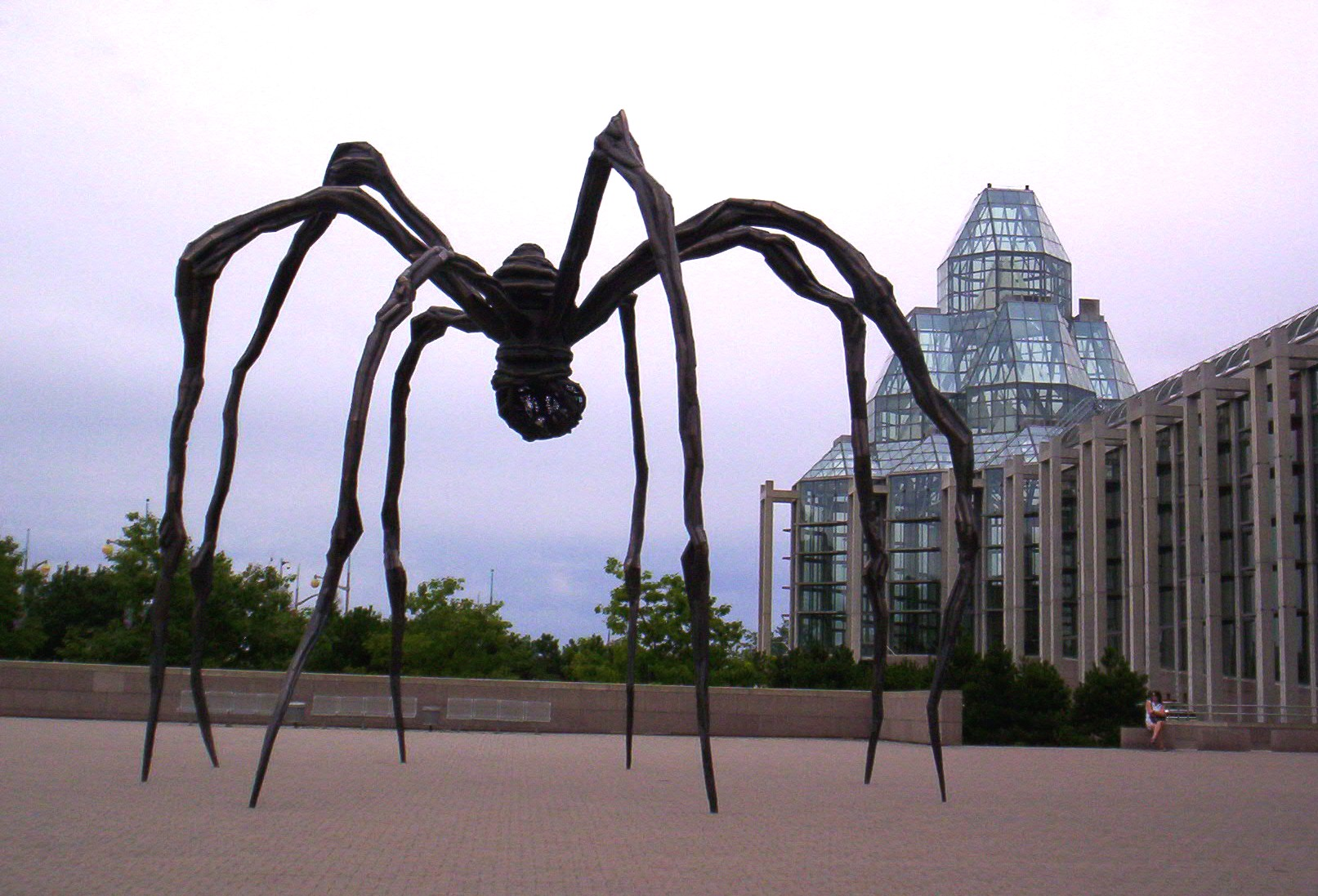
Maman (1999) par Louise Bourgeois.

### Donations récentes (après 2017)
Par L'Impériale Esso en 2017 :
- Alfred Joseph Casson : Le Crépuscule près de Britt (1960)
- Lawren S. Harris : Panneau d'affichage (Jazz) (1921)
- Prudence Heward : Mademoiselle Anne Grafftey (1944)
- Kathleen M. Morris : Le Repas des oiseaux (vers 1945)
- Paul Peel : Rêves chimériques (1887)

## Publications
De 1963 à 1985, le Musée des beaux-arts du Canada publie un bulletin d'informations. Une première version de la Revue du Musée des beaux-arts du Canada (en anglais National Gallery of Canada Review) est publiée de 2000 à 2008. En mai 2016, après huit années durant lesquelles sa publication est interrompue, le musée et les Presses de l’Université de Toronto annoncent le lancement d'une version en ligne de cette revue en accès libre. La nouvelle revue en format numérique paraîtra une fois par an présentant les travaux et recherches de conservateurs, restaurateurs, historiens de l'art, boursiers et bibliothécaires-archivistes,.